# Тондэмун (рынок)
Тондэму́н (кор. 동대문시장, русское простореч. То́ндик) — один из трёх крупных рынков Сеула.
Получил название от рядом расположенных ворот Тондэмун. Представляет собой кластер рынок-фабрику, на котором разрабатывают, изготавливают и продают одежду. По ассортименту одежды — крупнейший рынок Сеула. Один из символов города.

## История
Рынок под названием Кванчжан был открыт в июле 1905 года по инициативе торговца тканей Пак Сынчжика (основателя современной корпорации Doosan). Разрушен во время Корейской войны. После последующего восстановления рынок был расширен за счёт территории соседнего рынка Пхёнхва, который был создан беженцами из Северной Кореи.
В период индустриализации Республики Корея в конце 1960-х — начале 1970-х годов Тондэмун наряду с рынком Намдэмун являлись крупнейшими рынками страны по оптовой продаже одежды. Здесь же изготавливались товары на экспорт. Модные модели копировались с зарубежных подиумов и за сутки превращались в готовый продукт. Открытие многоэтажных торговых центров с розничными бутиками Migliore в 1998 году и Doota в 1999 году принесло Тондэмуну славу «Модного города». В начале XXI века рынок столкнулся с трудностями, связанными с конкуренцией Китая на внешнем рынке одежды, чрезмерным ростом торговых площадей и интернетизацией розничной торговли.

## Современный рынок

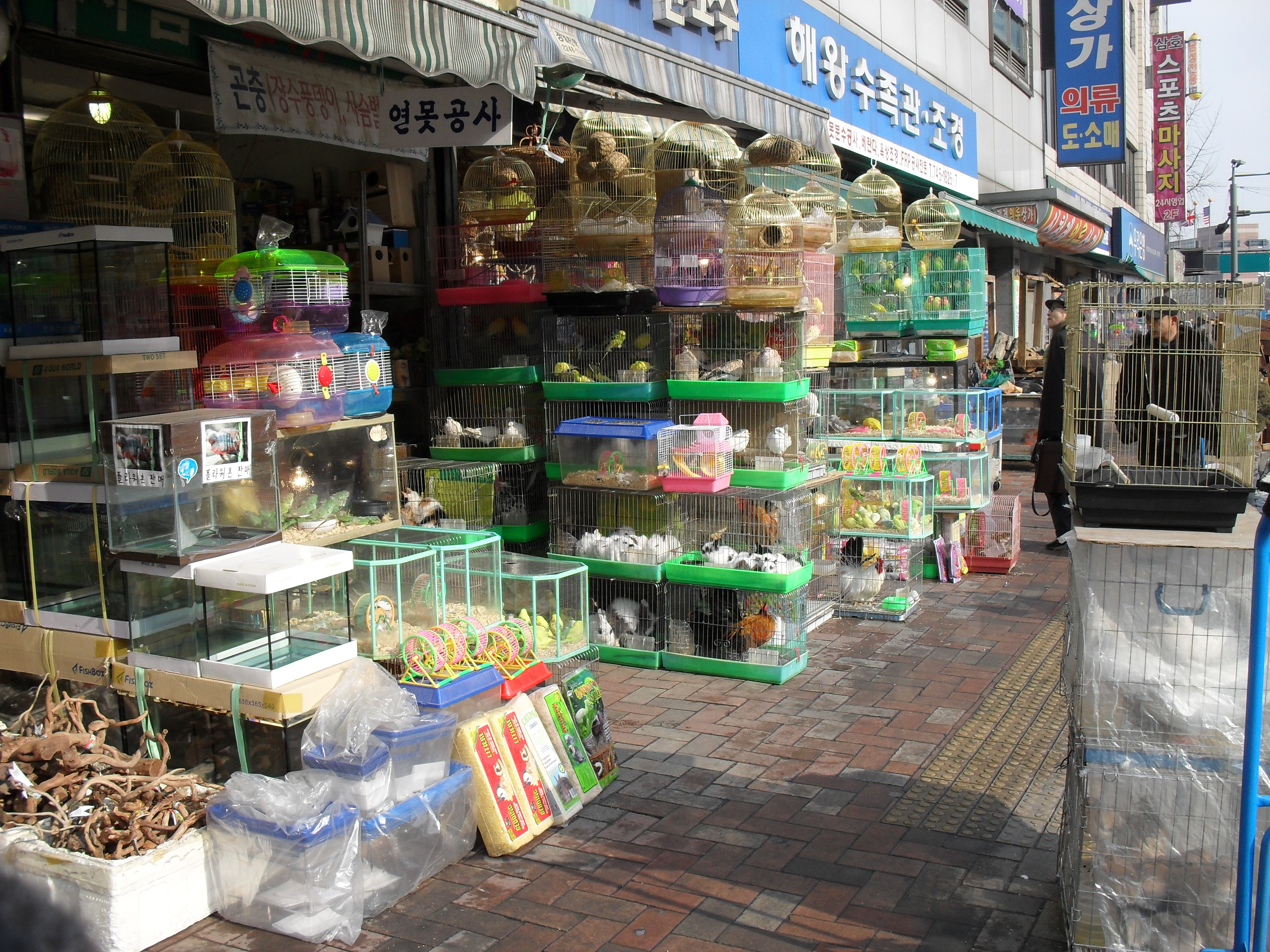
Открытые лавки

Современный рынок представляет собой торговые ряды и центры, растянувшиеся на 2 км от рынка Чонхап на 8-й улице Чхонге до рынка Кванчжан на 5-й улице Чонно. На этой площади рынка расположено свыше 40 торговых центров, более 35 тысяч лавок по продаже одежды, свыше 20 тысяч мастерских и ателье, снабжающих рынок товарами. Здесь работает около 150 тысяч человек, 10 тысяч из которых — дизайнеры. Рынок посещает около 1 миллиона человек в день. Товарооборот рынка в день, по данным Торговой ассоциации Республики Корея, составляет 50 млрд вон, в год — около 10 триллионов вон (свыше 9 млрд долларов США). В течение многих десятилетий рынок придерживался стратегии «быстрой моды», каждую неделю обновляя ассортимент продаваемой одежды. По количеству ассортимента продаваемой одежды Тондэмуну нет равных среди других рынков Сеула: в сутки на прилавки поступает 20—30 тысяч новых моделей одежды. На рынке можно торговаться.
Зона розничной торговли сконцентрирована в западной части рынка вокруг торговой башни Doota и торгового центра Migliore. Здесь продают одежду оригинальных брендов. Зона оптовой торговли, расположенная в восточной части рынка, включает обыкновенный рынок под открытым небом, U:US и Designer's Club. В этой зоне торгуют «копиями» брендов одежды. Рынок лавочной торговли работает с раннего утра до 18—20 часов вечера. Оптовый и розничный рынки работают и ночью. Ближайшая станция метро — Исторический и культурный парк Тондэмун.